# Singhiella longisetae
Singhiella longisetae là một loài côn trùng cánh nửa trong họ Aleyrodidae, phân họ Aleyrodinae.
Singhiella longisetae được Chou & Yan miêu tả khoa học đầu tiên năm 1988.